# Devastating Enemy
Devastating Enemy ist eine österreichische Metal-Band aus Wien.

## Geschichte
Gegründet wurde Devastating Enemy im Frühjahr 2009. Die Band wurde auf dem Metalfest-Festival 2010 in Österreich von dem Label twilight distribution entdeckt, woraufhin sie von ihnen unter Vertrag genommen wurde. Infolgedessen konnte sie, nach ihrer EP The Gods of Reason, ihre erste professionelle LP The Fallen Prophet aufnehmen, die am 25. März 2011 weltweit veröffentlicht wurde. The Fallen Prophet brachte überwiegend positive Kritik hervor. Devastating Enemy trat auf zahlreichen Festivals auf, darunter das Metalcamp, das Kaltenbach Open Air und das Metalfest in Österreich und in Ungarn. 2011 spielten sie als Vorband für Heaven Shall Burn, The Black Dahlia Murder und Dagoba, sowie sie im Juni mit Through Your Silence und im September desselben Jahres mit Darkane auf Tour waren. Für das Frühjahr 2012 ist ein neues Album geplant.
Am 17. November 2012 wurde über die Facebook-Seite der Band bekannt gegeben, dass Jörg Varga die Band aus persönlichen Gründen verließ.

## Diskografie
- 2009: The Gods of Reason (EP)
- 2011: The Fallen Prophet (Album)
- 2012: Pictures & Delusions (Album)